# Alexandr Stoianoglo
Alexandr Stoianoglo (Comrat, 3 giugno 1967) è un politico ed ex magistrato moldavo, candidato alle elezioni presidenziali moldave del 2024, classificandosi secondo al primo turno  e perdendo alla fine contro la presidente in carica Maia Sandu al ballottaggio.
In precedenza è stato membro del Parlamento moldavo dal 14 agosto 2009 al 9 dicembre 2014, Vicepresidente del Parlamento moldavo dal 25 settembre 2009 al 28 novembre 2010 e Procuratore generale della Moldavia dal 29 novembre 2019 al 5 ottobre 2021 quando è stato destituito in seguito alle accuse di corruzione.

## Biografia
Alexandr Stoianoglo è di origine gagauze. Nato il 3 giugno 1967 a Comrat, capitale della Gagauzia, oltre ad essere cittadino moldavo, ha anche la cittadinanza rumena.
Stoianoglo si è laureato in giurisprudenza nel 1992 e ha lavorato come procuratore in Gagauzia, quindi è stato membro del parlamento moldavo dal 2009 al 2014 ed è diventato procuratore generale della Moldavia nel 2019.
Il 5 ottobre 2021 Stoianoglo è stato arrestato dalle forze di sicurezza con l'accusa di corruzione. In totale, cinque casi sono stati presentati contro di lui da Lilian Carp, deputata e vicepresidente del Partito di Azione e Solidarietà al governo. È stato sospeso dall'incarico dal governo di Maia Sandu, che ha vinto la presidenza nel 2020 con un ticket anticorruzione, prima di essere infine destituito da procuratore generale nel settembre 2023.
Nel 2023, la Corte europea dei diritti dell'uomo ha stabilito che il diritto di Stoianoglo a un processo equo era stato violato e gli ha assegnato 3.600 euro di danni. Nel febbraio 2024 un tribunale di Chișinău lo ha assolto dal caso riguardante l'autorizzazione di pagamenti a un procuratore subordinato. Durante il processo, Stoianoglo ha accusato il governo di aver usato i casi per impedirgli di liberare l'ufficio del procuratore dall'influenza politica.